# Gharib Askalany
Gharib Askalany (* 1948 in Madjal Askalan, Völkerbundsmandat für Palästina) ist ein palästinensischer Schriftsteller und Pädagoge.

## Leben
Er studierte im Gazastreifen und war dann später als Lehrer in Syrien und im Gazastreifen. Askalany schrieb Kurzgeschichten, die in Zeitschriften und lokalen Zeitungen veröffentlicht wurden.

## Werke
- Al-Wadjha wa Al-Qinaa (Das Gesicht und die Maske), Kurzgeschichten